# Charles-Ferdinand Nothomb
Pour les autres membres de la famille, voir Famille Nothomb.
Charles-Ferdinand Nothomb, né le 3 mai 1936 à Bruxelles et mort le 19 avril 2023 à Habay-la-Neuve, est un homme politique belge, membre du Parti social-chrétien (PSC) et ministre d'État à partir du 30 janvier 1995. 
Il se lance très jeune dans la vie politique et devient député en 1968, puis président du PSC de 1972 à 1979. Tour à tour ministre des Affaires étrangères en 1980-1981, et de l’Intérieur de 1981 à 1986, il participe de près à la réforme de l’État et est confronté aux grandes questions politiques de l’époque : rapports Est-Ouest, désarmement, relations Nord-Sud, construction européenne, terrorisme international.
Lors de la crise politique commencée à l'été 2007, Charles-Ferdinand Nothomb fait partie des ministres d'État consultés officiellement par le roi Albert II au château du Belvédère pour trouver une solution.

## Biographie
Charles-Ferdinand Nothomb naît le 3 mai 1936 à Bruxelles, mais grandit à Habay-la-Neuve. Il est le treizième et dernier enfant de Pierre Nothomb, il est descendant de Jean-Baptiste Nothomb, qui fut premier ministre de 1841 à 1845. Charles-Ferdinand est titulaire d'un doctorat en droit (1957) et d'une licence en sciences économiques (1958). Il participe rapidement à des mouvements de jeunesse dans divers cercles politiques et devient président national des Jeunes PSC. Marié à Michèle Pouppez de Kettenis de Hollaeken Dryepondt, il est père de trois enfants.
Il effectue plusieurs voyages d’études en Chine, en URSS et dans les pays d’Europe de l’Est (1960-1961), tout en étant chercheur en Sciences économiques à l’UCL (1958-1959), puis fonctionnaire au Service d’Études du ministère des Affaires économiques (1959-1963).
Il devient attaché de Cabinet du ministre Raymond Scheyven, puis est chargé de mission au Cabinet des ministres de la Culture française, Paul de Strexhe (28 juillet 1965 - 11 février 1966), et Pierre Wigny (19 mars 1966 - 17 juin 1968).
Il gagne sa première élection législative et entre à la Chambre comme représentant de l’arrondissement d’Arlon-Marche-Bastogne. C’est le commencement d’une longue carrière parlementaire et ministérielle au cours de laquelle il sera élu à neuf reprises à la Chambre (de 1968 à 1995), avant de prendre la direction du Sénat (1995-1999),.
En mai 1985, lors du drame du Heysel, il est ministre de l'Intérieur et sa démission est réclamée, mais c'est finalement Jean Gol qui fait tomber le gouvernement à ce sujet.
Face aux déclarations de Gérard Deprez, il se présente à la présidence du parti face à Joëlle Milquet. Il remporte les élections à 23 voix près et occupe le poste pendant deux ans.
En 2012, il décide  de reprendre des études universitaires, en faculté de philosophie à Louvain-la-Neuve et décide de vivre en kot (colocation étudiante), en compagnie de son épouse Michèle qui suivra, elle, quelques cours de littérature en tant qu'élève libre.
Il publie un récit chez Weyrich mettant en avant les 50 dernières années de la province de Luxembourg, sous le titre 1960-2010, la réussite d’une province rurale.

## Carrière professionnelle
- 1958-1960 : chercheur en sciences économiques à l'Université catholique de Louvain
- 1959-1963 : fonctionnaire au service d'études du ministère des Affaires économiques
- 1963 : professeur d'histoire diplomatique à l'Institut supérieur de traducteurs et interprètes
- 1964-1965 : chercheur en sociologie à l'Université catholique de Louvain
- 1968 : professeur de politique économique comparée à l'Institut catholique des hautes études commerciales (ICHEC)
- 1980-1986 : maître de conférence invité de politique des relations internationales aux Facultés universitaires de Mons
- 1991 : maître de conférence invité aux Facultés universitaires de Mons
- 1992-1998 : maître de conférence invité de management public à l'Université catholique de Louvain

## Carrière politique
- 1968-1995 : député belge
- 1972-1979 : président du PSC
- 1979-1980 : président de la Chambre des représentants de Belgique
- 1979-1980 : député européen
- 1980-1981 : ministre des Affaires étrangères
- 1981-1985 : vice-premier et ministre de l'Intérieur et de la Fonction Publique
- 1985-1986 : vice-premier et ministre de l'Intérieur et de la décentralisation
- 1988-1995 : président de la Chambre des représentants de Belgique
- 1995-1999 : sénateur belge
- 1996-1998 : président du PSC

## Publications
- Charles-Ferdinand Nothomb, Finances publiques : pourquoi, comment, Éd. l'Effort, 1986
- Charles-Ferdinand Nothomb, La vérité est bonne, Bruxelles, Éd. Didier-Hatier, 1987
- Charles-Ferdinand Nothomb, De Waarheid mag gezegd worden, Bruxelles, Éd. Elsevier, 1987
- Charles-Ferdinand Nothomb, Démocratie belge, Louvain-La-Neuve, Éd. Duculot, 1990
- Charles-Ferdinand Nothomb, La Poste belge, Habay-La-Neuve, Chez l'auteur
- Charles-Ferdinand Nothomb, Principes de démocratie : le modèle de la Belgique fédérale : la Constitution de 1994, Louvain-La-Neuve, Éd. Duculot-De Boeck, 1994
- Charles-Ferdinand Nothomb, Le fond des choses, Éd. Quorum, 1999
- Charles-Ferdinand Nothomb, Le chemin de fer, Habay-La-Neuve, Chez l'auteur
- Charles-Ferdinand Nothomb et Pierre Vercauteren, L'après-duopôle, Paris, Éditions Economica, 1997, 215 p. (ISBN 978-2-7178-3225-9)
- Charles-Ferdinand Nothomb, Mon plan de paix pour la Belgique : entretiens avec Christian Laporte, Bruxelles, Éditions Racine, 2009, 200 p. (ISBN 978-2-87386-606-8)

## Décorations

### Décorations belges
- Grand officier de l'ordre de Léopold (3 décembre 1987)
- Grand-croix de l'ordre de la Couronne (19 mai 1995)
- Grand-croix de l'ordre de Léopold II (14 novembre 1991)
- Médaille civique de 1re classe (2 mai 1985)

### Décorations étrangères
- France :  Grand officier de la Légion d'honneur (20 février 1984)
- Gabon :  grand-croix de l'ordre du Mérite (14 janvier 1982)
- Grèce :  grand-croix de l'ordre de l'Honneur (3 avril 1982)
- Islande :  Grand-croix de l'ordre du Faucon (16 octobre 1979)
- Italie :  Chevalier grand-croix de l'ordre du Mérite de la République italienne (20 février 1986)[13]
- Mexique :  grand-croix de l'ordre de l'Aigle aztèque
- Pays-Bas :  grand-croix de l'ordre d'Orange-Nassau (1980)
- Pologne :  grand cordon de l'ordre du Mérite (24 septembre 1979)
- Ordre de Malte :  grand-croix de l’ordre pro Merito Melitensi (1980)[14],[15]

## Archives
Les Archives de l’État à Arlon conservent environ 450 mètres d’archives, déposées par Charles-Ferdinand Nothomb en 2010. Ces archives, en voie d’inventorisation, sont consultables sur demande.